# Ernest Ansermet
Ernest Ansermet (ur. 11 listopada 1883 w Vevey, zm. 20 lutego 1969 w Genewie) – szwajcarski dyrygent, wybitny wykonawca muzyki współczesnej.

## Życiorys
W 1903 ukończył studia matematyczne na Uniwersytecie w Lozannie, następnie przez kilkanaście lat uczył matematyki . Jednak jego zainteresowanie muzyką skłoniło go do podjęcia nauki dyrygentury u Ernesta Blocha i Alexandra Antoine Dénériaza w Lozannie. Następnie studiował u Otto Barblana w Genewie i u André Gedalge’a w Paryżu. Korzystał również z rad Arthura Nikischa i Felixa Weingartnera .
W latach 1912–1914 prowadził Kursaal-Konzerte w Montreux , a w latach 1915–1918 koncerty symfoniczne w Lozannie. W tym czasie nawiązał przyjaźnie z kilkoma kompozytorami: z Claude’em Debussym, Maurice’em Ravelem i mieszkającym wówczas w Szwajcarii Igorem Strawinskim. W 1915, z rekomendacji Strawinskiego, Ansermet został pierwszym dyrygentem zespołu Ballets Russes Siergieja Diagilewa , z którym debiutował w Nowym Jorku (1916), w krajach Ameryki Południowej (1917) oraz w Londynie (1919) .
W 1918 założył w Genewie Orchestre de la Suisse Romande, którą prowadził do 1968 . Dyrygował gościnnie znanymi orkiestrami symfonicznymi w Europie i w USA. Wykonywał i propagował muzykę współczesną . Dyrygował prawykonaniami dzieł Strawinskiego, m.in. Historii Żołnierza (L’Histoire du soldat) (Lozanna, 1918) oraz Mszy na chór i 10 instrumentów dętych blaszanych (mediolańska La Scala, 1948). Był cenionym interpretatorem dzieł kompozytorów francuskich (Debussy’ego, Ravela i Roussela) i swoich rodaków (Honeggera i Martina). Miał szczególne uznanie dla twórczości Bartóka oraz Brittena, prowadząc premiery jego dzieł: Gwałt na Lukrecji (The Rape of Lucretia) (Glyndebourne, 1946) i Cantata misericordium (Genewie, 1963) . Dał także pierwsze wykonania utworów Blocha, Coplanda, Hindermitha, de Falli, Satiego, Prokofjewa, Lutosławskiego, Martinů i Waltona .
Doktor honoris causa uniwersytetów w Neuchâtel i Lozannie. W 1955 został odznaczony komandorią Legii Honorowej. Od 1978, w ramach Międzynarodowego Konkursu Muzycznego w Genewie, odbywa się corocznie Międzynarodowy Konkurs Dyrygencki im. Ernesta Ansermeta.

## Twórczość
Jego dorobek kompozytorski nie jest szczególnie znaczący. Komponował utwory orkiestrowe (w tym poemat symfoniczny Feuilles de Printemps), fortepianowe i pieśni. Dokonał też licznych transkrypcji orkiestrowych, m.in. Six épigraphes antiques Debussy'ego.
Opublikował kilka prac teoretycznych. Istotne znaczenia miał traktat Les fondements de la musique dans la conscience humaine, w którym stanowczo opowiedział się przeciw technice seryjnej .
Dokonał wielu nagrań płytowych, zwłaszcza utworów Strawinskiego, głównie z własną orkiestrą Suisse Romande .